# Hatalom Kártyái kártyajáték
A Hatalom Kártyái kártyajáték (HKK) egy gyűjtögetős kártyajáték, amit a Beholder Kft. nevű cég indított el az amerikai Magic: The Gathering mintájára (de attól eltérő rendszerrel) 1995 szeptemberében. A kártyajáték hangulatvilága a cég másik termékén, a „Túlélők Földjének” fantázia történetén alapszik. A kártyajátékban egy varázslót személyesítünk meg, aki lények, varázslatok és egyebek létrehozásával próbál győzedelmeskedni egy csatában az ellenfél vagyis a másik játékos(varázsló) felett. A játékot minimum 2 játékos játssza és habár elvileg nincs felső plafon, de nem jellemző a hatnál több személyes játszmák.

## Története
Az 1992-ben alapított Beholder Bt. a Tihor Miklós által tervezett „Túlélők Földje” (TF) levelezős szerepjátékkal néhány év alatt komoly sikereket ért el. Felmerült az ötlet, hogy a vállalkozás új profilok felé is nyisson. A HKK létrehozását az amerikai Magic: The Gathering (MTG) inspirálta, ami a cég tagok többségének kedvenc fantasy kártyajátéka volt, de csak angol nyelven létezett. A TF világára alapozva, Makó Balázs tervezése alapján a Beholder Bt. létrehozta a saját gyűjtögetős kártyajátékát. A projekt komoly idő és pénz befektetéseket igényelt és mivel akkor a szórványosan kapható MTG-en kívül nem volt hasonló játék hazánkban, az üzlet kimenetele is kérdéses volt. Mindenesetre jó alapot adott a játék elindítására a TF lelkes rajongó tábora.
Az első teszt verzió még átmenet volt a táblás és a kártyajáték között, de ez túl nehézkes volt, ezért a táblát kihagyták belőle. Több hónapos tesztelés következett, családtagok és barátok segítségével fejlesztették a játékrendszert. Végül 1995 szeptemberében jelent meg a játék, vagyis az első alappakli, amely mindössze 349 fajta lapot tartalmazott. A MTG-hez hasonlóan érték szerint három fő kártya típus létezik: „gyakori” lapok, „nem gyakori” lapok és a „ritka” lapok, amely az előfordulási esélyüket jelöli a vásárolt csomagokban. Az effajta szortírozott gyártás megoldása is problémás volt, amit végül egy családi nyomda cég vállalt el. A siker elsöprő volt, melynek mértéke még a Beholder Bt.-t is meglepte. Tihor később egy előadás alkalmával úgy nyilatkozott, hogy a kiadás utáni találkozón a HKK-val játszó lelkes tömeg látványát hihetetlenek és meghatónak érezte. Ekkor még az egyes kártyák grafikái még elég kezdetlegesek voltak, különösképp Hörcher László művész úr munkáit érte sok kritika, viszont Szügyi Gábor művei komoly elismerést kaptak. A siker után rögtön 1995 telén meg is jelent a játék első kiegészítője, a „Hőskorszak”. Az új pakli lapjai újabb izgalmakat hozott a játékba, de alábecsülték az igényeket, és a kiadás rövid idő alatt elfogyott. A lelkes rajongók számára mai napig ez az egyik nagy kedvenc kiadás. Ez a kiegészítő nem változtatott az első szabályokon, de az 1996-os „Chara-Din visszatér” már több újítást vitt a játékba. Ezután a kiegészítők rendszeresen módosítottak a játék szabályain, általában csak kiegészítve azt, és nem a meglévőket megváltoztatva. Ez a módszer azonban már a rajongók által vegyes fogadtatásban részesült. Az új kiadások sokszor felrúgták a korábbi erőegyensúlyt és korábbi értékes lapok értéktelenedtek el.
Ahogy komolyodott a HKK körüli mozgalom úgy nagyon hamar felmerült az igény szervezett megmérettetésekre. Az első versenyek még nehézkesen folytak, de hamarosan központi szabályozással a versenyek minősége is javult. Az egyik legfontosabb lépés a versenyek levezetésére az ún. svájci sakk-rendszer átvétele volt, ami tökéletesen illeszkedett a játék igényeihez, noha levezetéséhez kellett némi informatikai háttér. 

Lassan kialakultak a profi játékosokat adó gócpontok. Az első értelemszerűen a fejlesztés fellegvára Budapest lett, de vidéken is ígéretes tehetségek bukkantak fel. Az első ilyen profi csoportok Szegeden, Békéscsabán és Győrben voltak, amelyek később részben a fejlesztésekben is részt vettek. A versenyek is egyre összetettebbek lettek és kialakultak a helyi versenyek feletti ún. „Nemzeti bajnokság”. Habár sok témájú verseny létezik, de a legnépszerűbbek az egyéni és páros versenyek. A verseny különleges nyereményének egyike az ún. „ultra ritka” lap, amely normál kereskedelmi forgalomban nem kapható, csak versenyen nyerhető lapkülönlegesség (szintén a MTG mintájára).
1999 áprilisában a Beholder már Csehországban is megjelentette a játékot, Wastelands címmel, ahol szintén sikereket ért el a kártyajáték.
2000. áprilisban, az alappakli 5. kiadását már a Beholder akkor induló levelezős szerepjátékáról, az Ősök Városáról nevezték el.
2003-ban a Beholder cég a kezdőkre tekintettel kiadta a Kezdőcsomagot. Ez a csomag egyből 2 paklit tartalmazott a nagyon leegyszerűsített játékszabály mellett.
2006 novemberében jelent meg a Nagy HKK Könyv, ami a teljes játékszabályzatot, feladványokat, és még rengeteg érdekességet tartalmaz.
A rendes kiegészítőkön kívül mini-kiegészítők is jelentek meg a játékhoz, ilyen például a régebbi Csillagjegyek, és a Zén 2. expedíciója sorozatok.
A mai napig több, mint 30 kiegészítő jelent meg a játékhoz (és persze az alappakli mind a 9 kiadása), és több ezerféle lap jött létre.
A HKK hazai sikere után több konkurens szerepjáték-fantasy cég is megpróbálkozott saját gyűjtögetős kártyajáték kiadásával, de egyikük sem ért el tartós sikert. A Behoder Kft. számára a HKK üzleti sikere nagyban hozzájárult, hogy az amúgy hullámzó szerepjáték iparban talpon maradtak.
A HKK 2015-ben ünnepli immáron fennállásának 20. születésnapját.

## Játékmenet
A játék elején normál esetben minden játékos húz 5-5 lapot, majd kockadobással döntik el, ki kezdi a játékot (ezt lehet pénzfeldobással, vagy más módon eldönteni).
Minden játékos az előre kikészített "narancslapjait" kihelyezi, ezek lehetnek követők - szabálylapok, amelyek a játék kezdetére, vagy egészére hivatkoznak, vagy egyes játékmechanikai környezetre vannak befolyással.
Kezdéskor a kezdő játékos kap 1 varázspontot, majd kijátszhat lapokat, de csak annyit, amennyi erőforrása van a lapjainak kijátszására. Ezután passzol ellenfelének, aki húz 1 lapot (fontos megjegyezni, hogy a kezdő játékos nem húz lapot ilyenkor), majd Ő próbál meg lapokat kijátszani, egészen addig, amíg el nem fogy a varázspontja.
Minden lapon szerepel, milyen típusú az adott lap, ezek lehetnek varázslatok (általános, azonnali, bűbáj), lények (gnómok, varkaudarok, orkok), tárgyak, építmények stb.
A játék folyamán az nyer, akinek előbb sikerül ellenfelének életpontját 0-ra csökkenteni (minden játékos 20 életpontról kezd). 

## Megjelent kiadások
- Alappakli I. kiadás (1995)
- Hőskorszak (1995. december)
- Alappakli II. kiadás (1996)
- Chara-din visszatér (1996. augusztus)
- Alappakli III. kiadás (1996)
- Létsíkok (1997. június)
- Isteni szövetség (1997)
- Ezüsthajnal (1998)
- Alappakli IV. kiadás (1998)
- Árnyékhold (1998)
- Aranyforrás (1999)
- Alappakli V. kiadás (2000)
- Rúvel hegy (2000)
- Két világ közt (2001)
- Víziók (2001)
- Sötét kor (2002)
- Esthar császárság (2002)
- Alappalki VI. kiadás (2003)
- Ősi legendák (2003)
- Kezdőcsomag (2003)
- Ébredés (2003)
- Múltidéző (2004)
- Káoszkatlan (2004)
- Rhatt fénykora (2005)
- Alappakli VII. kiadás (2005)
- Régmúlt (2005)
- Legendák völgye (2006)
- Sárkánymágia (2006)
- HKK junior (2007)
- Zu'lit kincse (2007. június)
- Misztikus erők (2007. november)
- Alappakli VIII. kiadás (2008. február)
- Újjászületés (2008. június)
- Tengermély (2008. november)
- Elözönlés (2009. június)
- Alappakli IX. kiadás (2009. december)
- Idővihar (2010. június)
- Örökkévalóság (2010. november)
- Zanszilánkok (2011. november)
- Istenek viadala (2012. november)
- Világégés (2013. november)
- Mágusok alkonya (2014. november)
- Zarknod visszatérése (2015. november)
- Kreátor műhelye (2016. november)
- Alanori olimpia (2017 június)
- Gemina erdeje (2017 november)
- Elemi erők (2018 november)
- Élőholt invázió (2019 június)
- Tükördimenzió (2019 november)
- Alappakli 11. kiadás (2020 július)
- Homokdűnék (2020 november)
- Kristályláz (2021 július)
- Roxat céhei (2022 január)

## Külső hivatkozások
- Mi is az a Hatalom Kártyái Kártyajáték?
- HHK rajongó oldal
- HHK Facebook rajongó oldal